# Bordż-e Milad
Bordż-e Milad (pers. ‏برج میلاد‎) – najwyższa wieża w Iranie i na Środkowym Wschodzie, trzecia w Azji i szósta co do wysokości na świecie. Położona jest w Teheranie i ma 435 m wysokości. Posiada 12 pięter, a jej budowę ukończono w 2007 roku.